# Col Saint-Roch
Le col Saint-Roch est situé dans le département des Alpes-Maritimes, dans la région Provence-Alpes-Côte d'Azur, au nord de la vallée du Paillon de Contes, qu'il met en communication avec la vallée du Paillon de l'Escarène (village de Lucéram) et le nord du département. Il est situé à une altitude de 991 mètres.

## Géographie

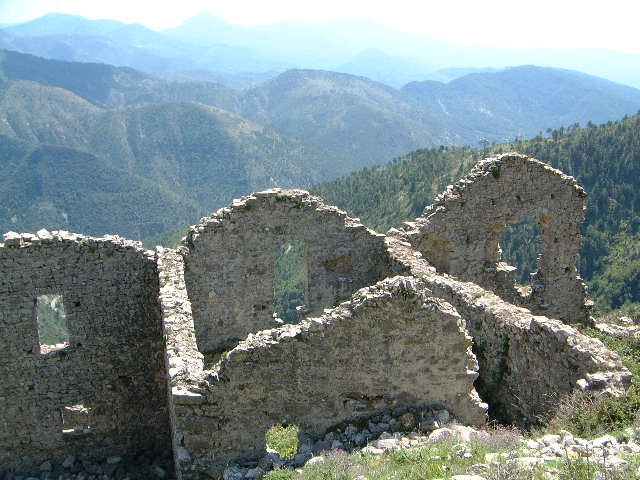
Village abandonné de Rocca Sparviera.

Le col Saint-Roch est situé sur le territoire de la commune de Lucéram, dans la forêt domaniale du même nom. 
Il est environné par les cols du Savel (à 1,4 km au sud, à 978 m) et de la Porte (à 2,4 km au nord, 1 054 m).
Depuis Contes, la route traverse les villages de Bendejun, Coaraze et L'Engarvin, hameau de la commune de Duranus. Le col est situé à proximité du village en ruines de Rocca Sparvièra.
Depuis L'Escarène, la route traverse le village de Lucéram.

## Histoire
Le col est attesté comme point de passage dès le XVIIIe siècle. En 1748, Louis-René Colbert l'évoque dans sa Description et itinéraire du comté de Nice : « on suit un chemin qui aboutit au col de la croix St Roch c’est une espece de plateau ou il y a une croix, à cet endroit aboutissent quatre chemins, scavoir l'un qui vient de l'Ascarena le second de Luceram le 3e de Lantosca et le 4e de Duranus ».